# Kunsthalle Recklinghausen

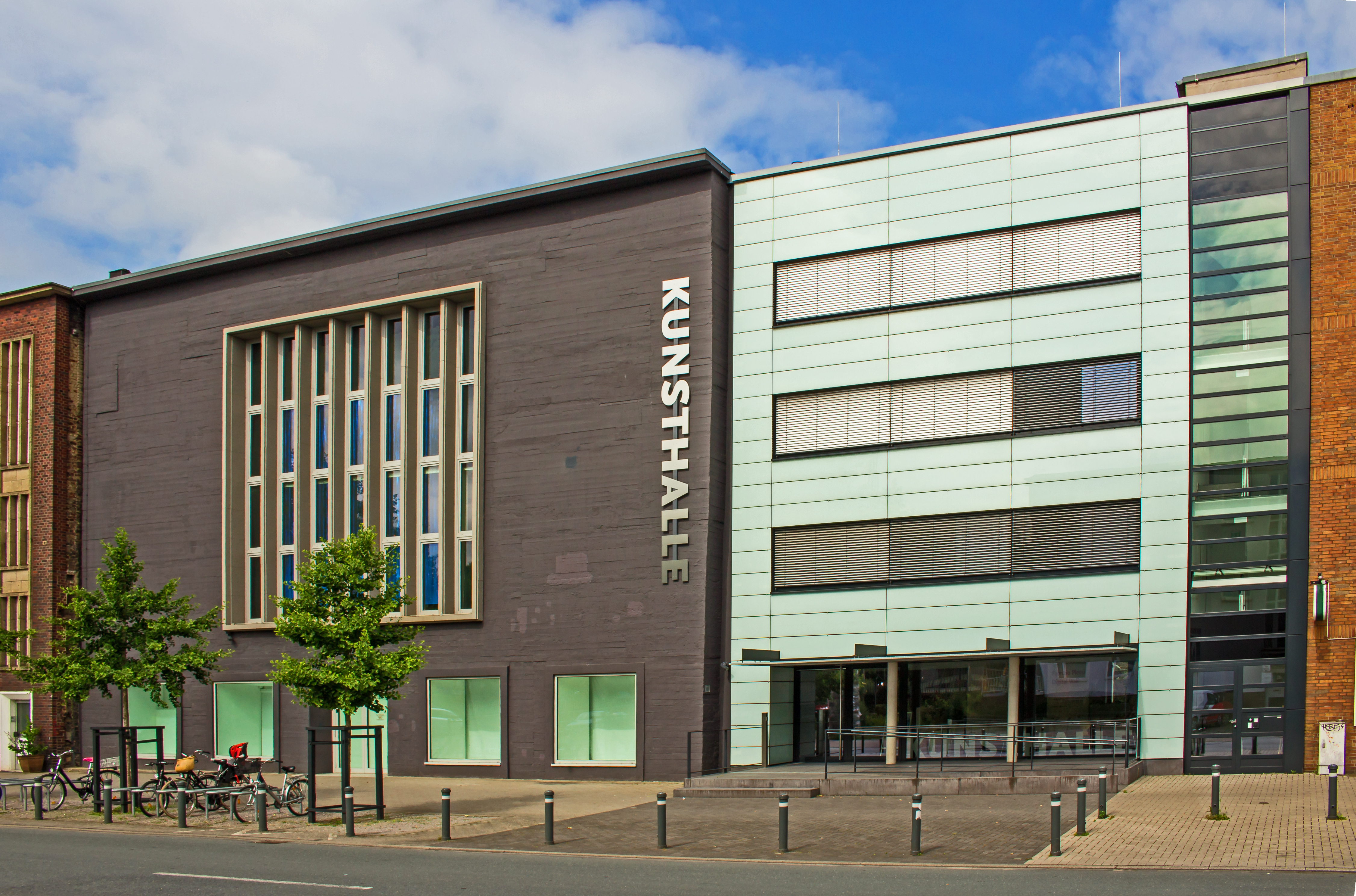
Die Kunsthalle (2016)

Die Kunsthalle Recklinghausen ist ein 1950 in einem ehemaligen Hochbunker schräg gegenüber dem Hauptbahnhof eingerichtetes Kunstmuseum in Recklinghausen, das über eine eigene städtische Sammlung verfügt. Diese umfasst Werke bedeutender deutscher und internationaler Nachkriegskünstler wie Emil Schumacher, Karl Otto Götz, Ayşe Erkmen, Marina Apollonio, Gerhard Richter oder Timm Ulrichs. In den letzten Jahren konnten Arbeiten von Künstlerinnen wie Barbara Kasten, Alicja Kwade oder Ângela Ferreira erworben werden, die das Profil auf Basis der historischen Grundlagen der Sammlung erweitern und internationalisieren. Gründungsmotiv der Kunsthalle war eine Ergänzung der Ruhrfestspiele durch Ausstellungen der bildenden Kunst.

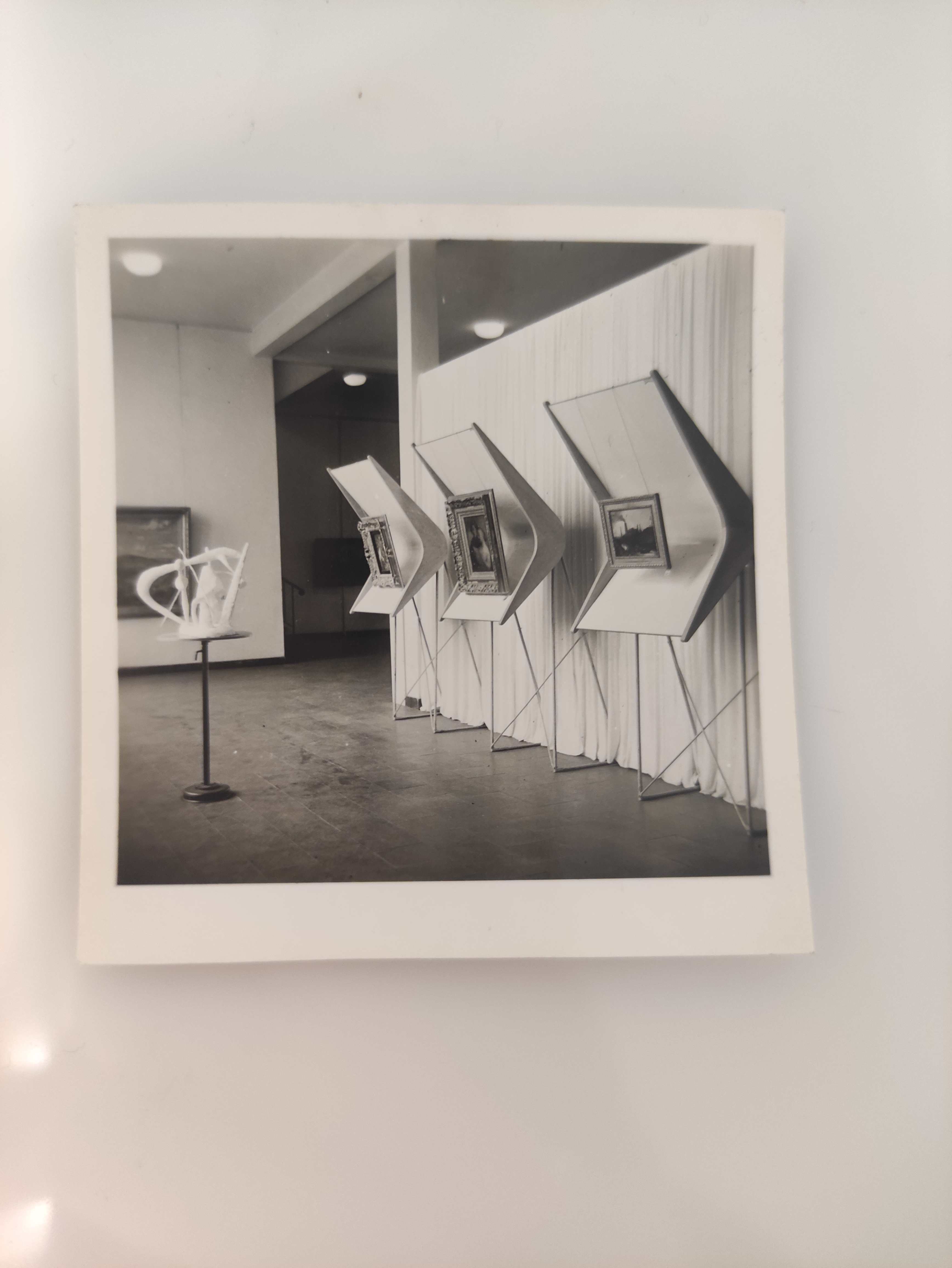
Historische Ausstellungsansicht "Arbeit, Freizeit, Muße", Kunstausstellung der Ruhrfestspiele an der Kunsthalle Recklinghausen, 1953. Kuratiert von Thomas Grochowiak. Archiv der Kunsthalle Recklinghausen.

Die Sammlung war in der Kunsthalle bislang nur unregelmäßig in Schwerpunktausstellungen zu sehen. Sie erfährt in jüngster Zeit jedoch wieder vermehrte Aufmerksamkeit, da bislang selten oder nie gezeigte Konvolute unter der Leitung des Kunsthistorikers Nico Anklam in den Fokus rücken. Darunter auch bedeutende frühe Werke der Gruppe ZERO. Im Depot lagern rund 5000 Kunstwerke. Seit dem 1. Januar 2023 war die Kunsthalle Recklinghausen durch das Programm „Forschungsvolontariate Kunstmuseen NRW“ Teil einer vom Ministerium für Kultur und Wissenschaft finanzierten Forschungsförderung. So konnte bis zum 75-jährigen Bestehen der Kunsthalle im Jahr 2025 systematisch die Sammlungs- und Ausstellungsaktivität der 1950er Jahre aufgearbeitet werden in Kooperation mit dem Lehrstuhl für Moderne und Gegenwart der Kunstgeschichte an der Universität zu Köln (Christian Spies). Insbesondere die innovativen Ausstellungsformate und deren Displays wie beispielsweise in "Mensch und Form unserer Zeit" von 1952 oder "Arbeit, Freizeit, Muße" (1953) waren national und international wirkmächtig und haben die Formensprache von Ausstellungsarchitektur in der Nachkriegszeit nachweislich geprägt. Teile der Erkenntnisse aus dem Forschungsvolontariat wurden in der weithin beachteten Ausstellung "Radical Innovations", die gemeinsam von Dr. Nico Anklam (Museumsdirektor), Kerstin Weber-Baumann (wissenschaftliche Mitarbeiterin) und Lara Müller (Forschungsvolontärin) zusammengeführt, unter anderem mit Re-Inszenierungen und Aktualisierungen der 1950er Jahre Displays.

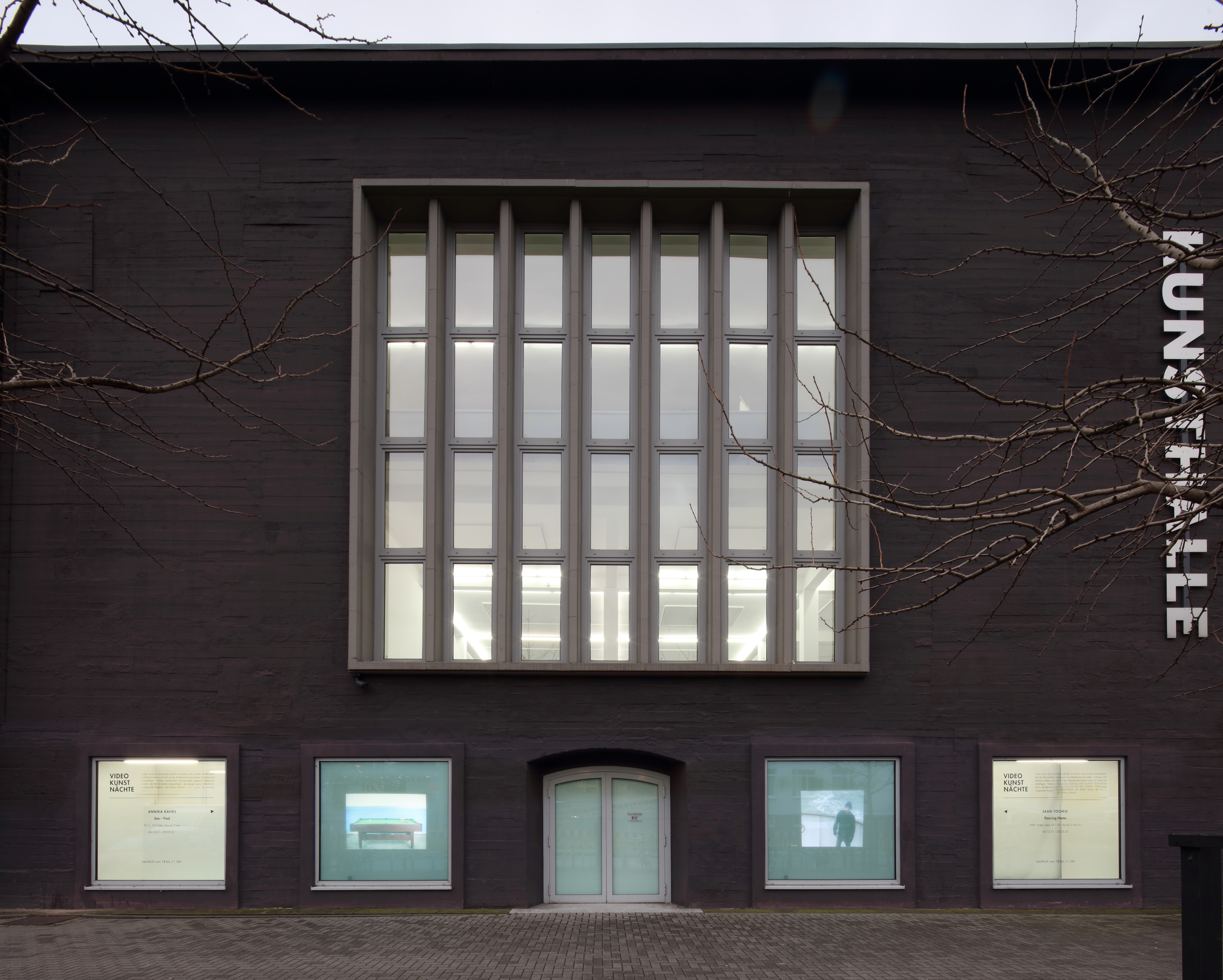
Fassade der Kunsthalle Recklinghausen bei Abenddämmerung mit den in den Wintermonaten nächtlich laufenden VideoKunstNächten in den Fenstern zur Bahnhofsseite. Hier im Dezember 2021 mit Werken von Annika Kahrs (links) und Jaan Toomik (rechts).

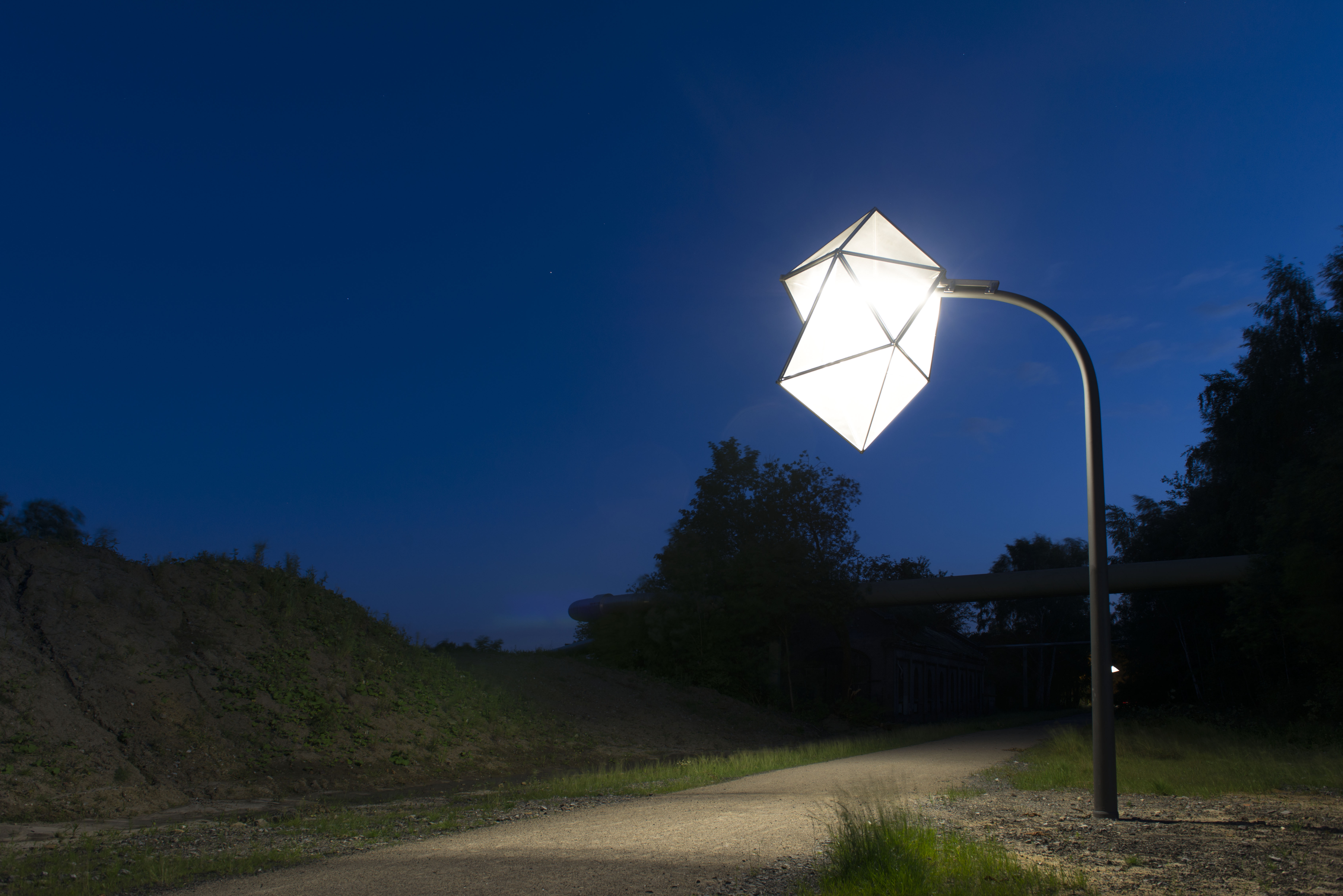
Kunst im öffentlichen Raum Recklinghausen: Auf der ehemaligen Zechenbahntrasse beleuchten seit 2014 beispielsweise Michael Sailstorfers „Mückenhäuser“ den heutigen Fahrrad- und Spazierweg

## Ruhrfestspielausstellung und Wechselausstellungen
Bis heute zeigt die Kunsthalle Recklinghausen während der jährlichen Ruhrfestspiele diese begleitende Kunstausstellungen. Insbesondere seit den 1990er Jahren waren darunter zahlreiche wegweisende Einzelausstellungen, wie Jannis Kounellis (1993) „Lineare Notturno“, Per Kirkeby (1993), Tadeshi Kawamata (1995), Ayşe Erkmen (1997) „I-MA-GES“ oder Daniel Buren (2015) „Zwei Werke für Recklinghausen“. Während des restlichen Jahres finden meist thematische Wechselausstellungen mit Kunst seit 1945 statt, wie beispielsweise „Different than it seems. Anders als es scheint“ mit Werken von Katja Aufleger, Béatrice Balcou, Alicja Kwade und Paul Spengemann (2022/2023), „SAGA. Island: Wenn Bilder erzählen“ (2014) oder „Kunst & Kohle“, die die Kunsthalle im Verbund mit den RuhrKunstMuseen als Ausstellungsprojekt zum Ende der Steinkohleförderung in Deutschland 2018 zeigte. Besondere Beachtung fanden in jüngster Zeit die Ruhrfestspielausstellung „Flo's Retrospective“ der estnischen Künstlerin Flo Kasearu im Sommer 2022 mit der der neue Museumsdirektor Nico Anklam sein Programm startete, sowie die im Jahr 2025 gezeigte erste Überblicksausstellung in Deutschland der amerikanischen Künstlerin Judy Chicago, die in Kooperation mit der Londoner Serpentine stattfand.

## Kunstpreis „junger westen“
Auch die Gewinner des von der Stadt Recklinghausen zweijährlich vergebenen Kunstpreises „junger westen“ werden im Rahmen einer Ausstellung in der Kunsthalle gezeigt. Schon 1947 lud der spätere Kunsthallendirektor Franz Große-Perdekamp Künstler zu einer Ausstellung ein und ermutigte sie, sich als Gruppe zu konstituieren. So entstand um die Maler Gustav Deppe, Thomas Grochowiak, Emil Schumacher, Heinrich Siepmann, Hans Werdehausen und den Bildhauer Ernst Hermanns die Gruppe „junger westen“, deren zunehmend abstrakte Bildsprache der Industrieregion an Rhein und Ruhr einen zeitgemäßen ästhetischen Ausdruck gab. 1948 stiftete die Stadt Recklinghausen den Kunstpreis „junger westen“, der zunächst für die besten Leistungen in den Jahresausstellungen der Gruppe und ihrer Gäste vergeben wurde. Seit 1956 ist er öffentlich alle zwei Jahre ausgeschrieben. Zu den ehemaligen Gewinnern gehören bekannte Namen wie Gerhard Richter, Peter Piller oder Gereon Krebber. Die rezentesten Gewinnerinnen sind Jeewi Lee (2021) und Mona Schulzek (2023), denen jeweils eine Einzelausstellung in der obersten Etage der Kunsthalle gewidmet wurde, nebst der Gruppenausstellung der besten Einreichungen in den unteren beiden Etagen der Kunsthalle. Im Jahr 2025 gewann die Düsseldorferin Jeehye Song den Kunstpreis in der Kategorie Malerei.

## Lage
Die Kunsthalle befindet sich in einem ehemaligen Hochbunker an der Große-Perdekamp-Straße nördlich des Hauptbahnhofs und gegenüber den Bahnanlagen. Sie liegt damit in unmittelbarer Innenstadtlage.

## Direktion
- Franz Große Perdekamp, Museumsdirektor (1950–1952)
- Thomas Grochowiak, Museumsdirektor (1954–1980)
- Anneliese Schröder, Museumsdirektorin (1980–1985)
- Ferdinand Ullrich, Museumsdirektor (1988–2017)
- Hans-Jürgen Schwalm, Museumsdirektor (2017–2021)
- Nico Anklam, Museumsdirektor seit 1. Juni 2021[30]

Die Leitung der Kunsthalle wird in Personalunion von der Direktion der städtischen Museen Recklinghausen ausgeübt, zu denen auch das Ikonenmuseum Recklinghausen gehört. Die Leitung der Kunsthalle betreut auch Projekte von Kunst im öffentlichen Raum, die an verschiedenen Orten in Recklinghausen zu sehen sind, wie beispielsweise Michael Sailstorfers „Mückenhäuser“ entlang der Recklinghäuser Kunstmeile.

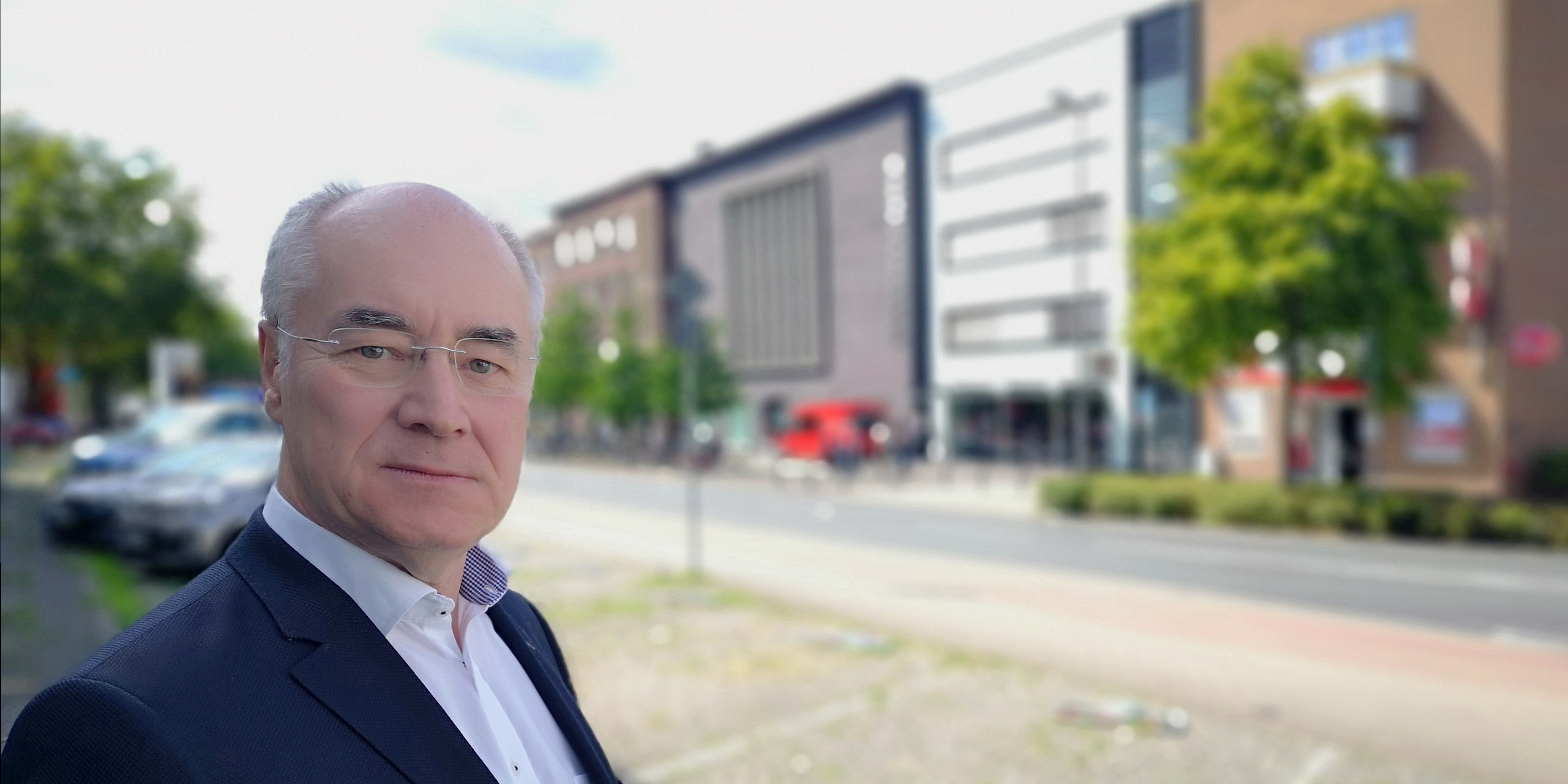
Ferdinand Ullrich (2018)
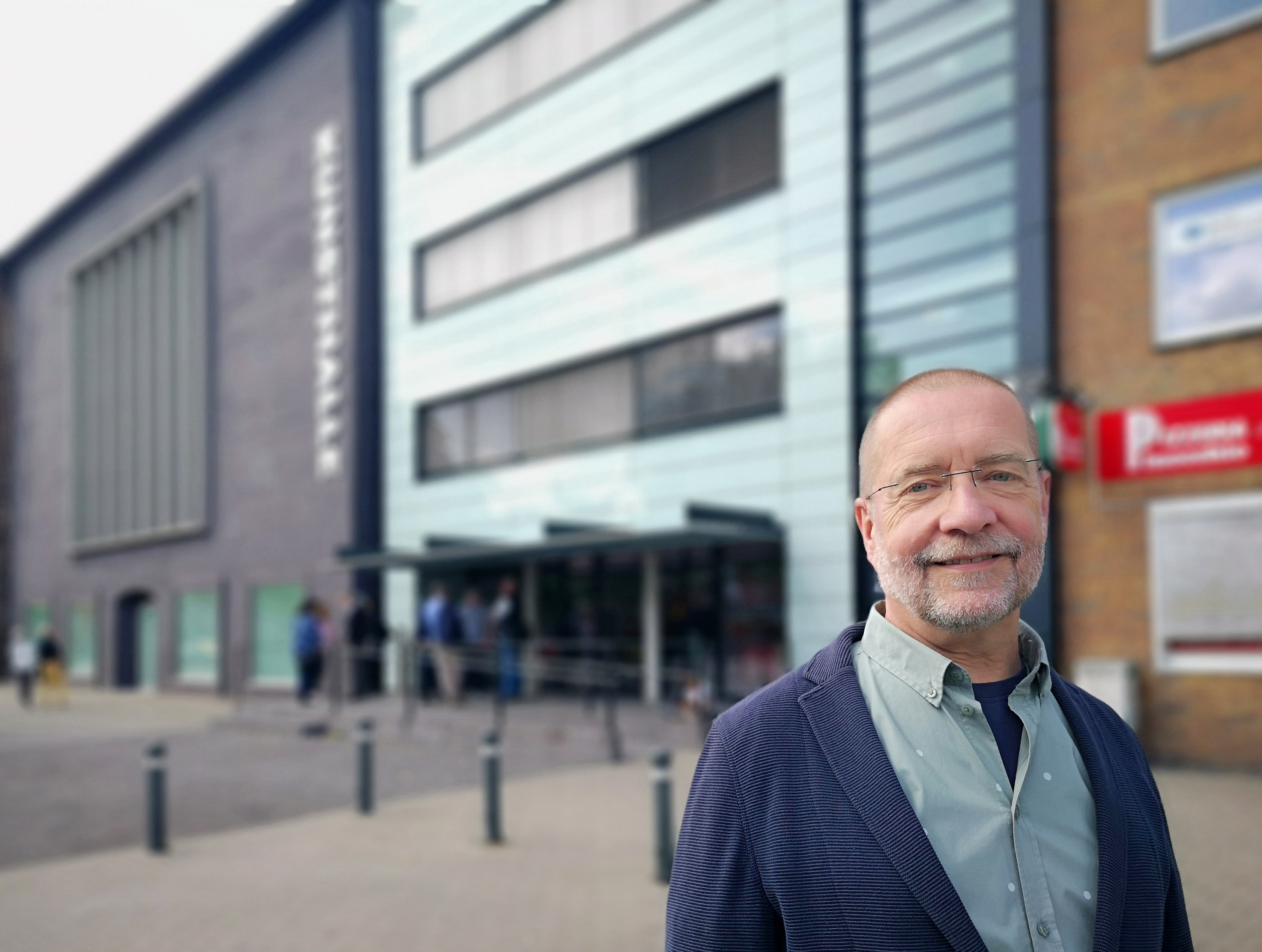
Hans-Jürgen Schwalm (2018)
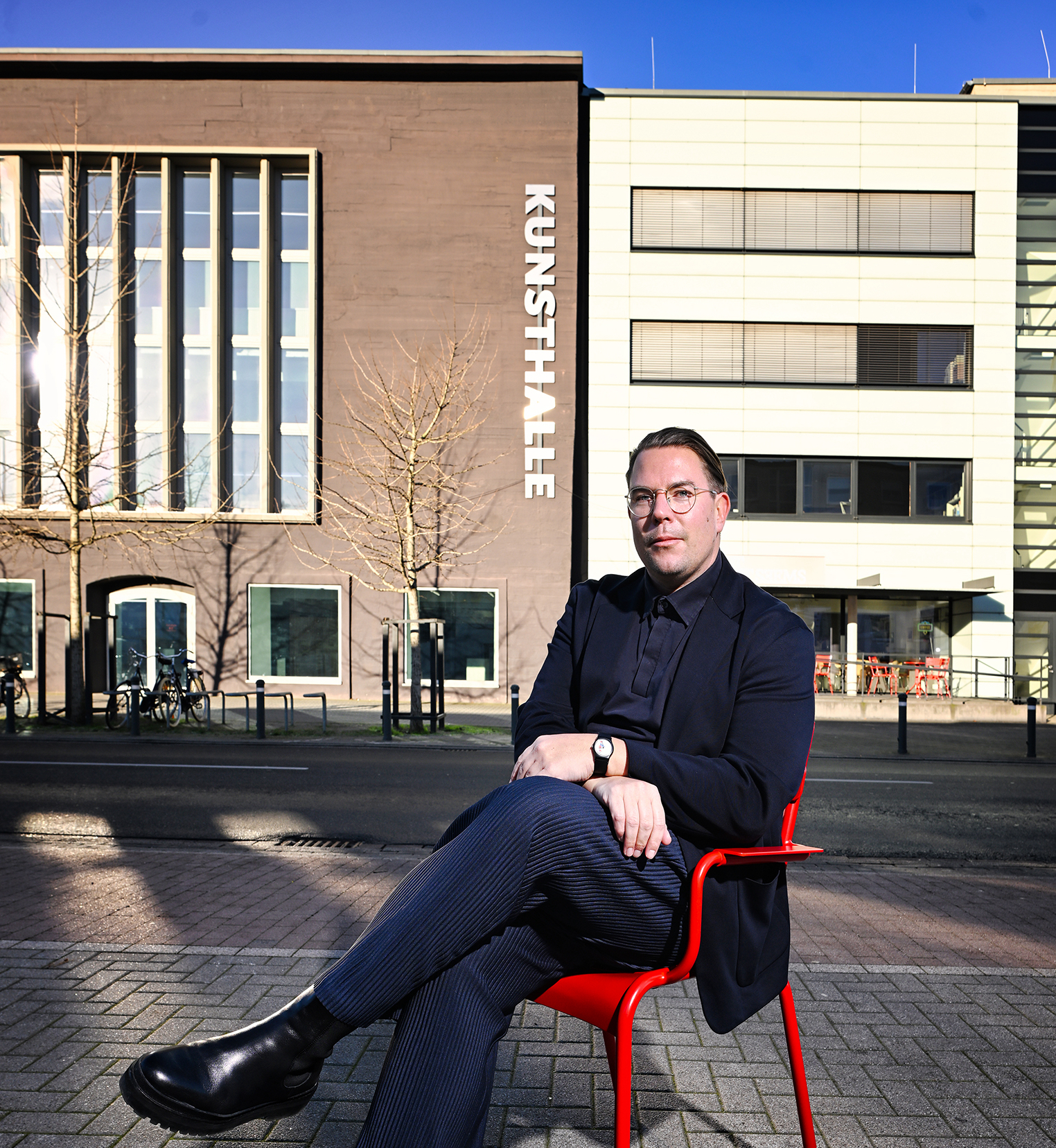
Nico Anklam vor der Kunsthalle Recklinghausen. Foto: Volker Beushausen, 2023.